# Common Voice
Common Voice（コモン ボイス）は、音声認識ソフトウェアの開発のための無料データベース作成を目的にして、Mozillaによって立ち上げられたクラウドソーシングプロジェクトである。このプロジェクトは、ボランティアによって支えられている。ボランティアは、自らのマイクを用いてサンプル文を読み上げた音声を録音し、また他のユーザーが録音した音声の正確性の検証も行う。録音された音声は、パブリックドメインライセンスCC0の下で利用可能な音声データベースに集められる。このライセンスによって、開発者は何らの制限や使用料等なしに、データベースを音声認識アプリケーションに利用することができる。非公式のAndroidアプリが利用可能である。

## 目的
Common Voiceは、多様性に富む音声サンプルを提供することを目的としている。Mozillaのカタリナ・ボルヒェルト（Katharina Borchert）によると、既存のプロジェクトの多くは、公共のラジオから作成されたデータセットを用いていた。ラジオの出演者には男性や標準的な発音の話者が多いため、女性の声であったり、特徴的な発音や訛りを持つ人々の声の標本数が少ない偏ったデータセットになりがちであった。

## 音声データベース
英語版Common Voiceデータベースは、自由にアクセス可能な音声データベースとしては、LibriSpeechに次ぐ規模である。2017年11月29日に最初のデータが公開された時点で世界中の2万人以上のユーザーによって、40万の検証済みの音声が登録され、録音時間は合計500時間に及んだ。
2019年2月、最初のバージョンのコーパスがリリースされ、これには18の言語の音声が含まれている。英語、フランス語、ドイツ語、中国語のほか、ウェールズ語やカビル語などの少数言語の音声も含まれている。全体として、42,000人以上の貢献者による約1,400時間の録音音声データが含まれている。
2020年12月現在、60言語、9,283時間の音声記録がデータベースに蓄積されており、そのうち7,335時間分がボランティアによって検証済みである。